# Vertriebsgemeinkosten
Vertriebsgemeinkosten (Abkürzung: VtGK; englisch Selling, General and Administrative Expenses, SG&A) sind in der Betriebswirtschaftslehre Gemeinkosten, welche durch die betriebliche Funktion des Vertriebs verursacht werden.

## Allgemeines
Verwaltung und Vertrieb sind in Unternehmen so genannte indirekte Leistungsbereiche, die nicht unmittelbar in den Produktionsprozess eingebunden sind. Deshalb kann ein Teil der hier anfallenden Vertriebs- und Verwaltungskosten lediglich als Gemeinkosten auf die Kostenträger verrechnet werden. In der Kostenrechnung sind die Vertriebsgemeinkosten eine Kostenart innerhalb der Vertriebskosten, zu denen insbesondere die Personalkosten des im Vertrieb tätigen Personals, Ausgangsfrachten, Provisionen, Reisekosten, Verpackungskosten, Versandkosten und Werbung gehören. In der Kostenrechnung werden die Vertriebsgemeinkosten im Rahmen der Kostenstellenrechnung durch den Betriebsabrechnungsbogen ermittelt.

## Arten
Wie bei allen Kostenarten kann auch bei den Vertriebskosten zwischen Einzel- und Gemeinkosten unterschieden werden. Vertriebsgemeinkosten lassen sich nicht den Kostenträgern direkt zurechnen. Der größte Teil der Vertriebskosten entfällt Erich Gutenberg zufolge auf die kalkulatorisch nicht unmittelbar auf Kostenträger verrechnungsfähigen Vertriebsgemeinkosten.
Auf die Hauptkostenstellen werden die Kostenarten wie folgt aufgeteilt:
| Hauptkostenstelle  | Kostenart         | Kostenstellengemeinkosten |
| ------------------ | ----------------- | ------------------------- |
| Fertigungsmaterial | Materialkosten    | Materialgemeinkosten      |
| Fertigung          | Fertigungskosten  | Fertigungsgemeinkosten    |
| Verwaltung         | Verwaltungskosten | Verwaltungsgemeinkosten   |
| Vertrieb           | Vertriebskosten   | Vertriebsgemeinkosten     |

Zu  den Vertriebsgemeinkosten gehören
- Personalkosten des Vertriebspersonals (Kundenberatung, Kundenbetreuung, Vertriebspersonal);
- Materialkosten: Büromaterial, Energiekosten, Raumkosten, allgemeines Verpackungsmaterial, Versandkosten oder nicht produktspezifische Werbung.
- Lagerkosten für Fertigerzeugnisse.

Insbesondere in Mehrproduktunternehmen wird der Vertrieb personell und materiell für jedes Produkt unterschiedlich eingesetzt, so dass ein hoher Anteil von Vertriebsgemeinkosten besteht. Ausnahmsweise können Vertriebskosten auch Einzelkosten sein wie in einem Einproduktunternehmen, das definitionsgemäß lediglich einen einzigen Kostenträger aufweist, auf den nach dem Kostenzurechnungsprinzip alle Gesamtkosten verteilt werden können.
Die Kosten für Werbung, Verpackung und Versand gehören nur dann zu den Vertriebsgemeinkosten, wenn sie nicht für das verkaufte Erzeugnis einzeln feststellbar sind (Sondereinzelkosten des Vertriebs).

## Kalkulation
In der Kalkulation tauchen die Vertriebsgemeinkosten erst nach den Sondereinzelkosten des Vertriebs auf:
Die Kalkulation sieht wie folgt aus:
```
   
Materialeinzelkosten

   + 
Materialgemeinkosten

   + 
Fertigungseinzelkosten

   + 
Fertigungsgemeinkosten

   + 
Sondereinzelkosten der Fertigung

   + 
Sondergemeinkosten
 der 
Fertigung

   = 
Herstellungskosten

   + 
Verwaltungskosten
 (Verwaltungsgemeinkosten)
   + 
Sondereinzelkosten des Vertriebs

   + Vertriebsgemeinkosten
   = 
Selbstkosten
 (
Gesamtkosten
)
```

Zunächst werden die jeweiligen Einzelkosten erfasst, dann erst die Gemeinkosten. Die Selbstkosten (Gesamtkosten) stellen in der Preispolitik die Preisuntergrenze dar.

## Bilanzierung
Bei der Bilanzierung besteht für Vertriebsgemeinkosten ein Aktivierungsverbot gemäß § 255 HGB, so dass diese Kosten regelmäßig über die Gewinn- und Verlustrechnung zu verbuchen sind. Hierdurch wird die Ertragslage beeinträchtigt.
Vertriebskosten werden nach IAS 2.16 (d) ausdrücklich von der Einbeziehung in die Herstellungskosten ausgenommen, was sowohl für Vertriebseinzelkosten als auch für Vertriebsgemeinkosten gilt.